# トライデント山 (南極)
トライデント山（英: Mount Trident）は、南極大陸のヴィクトリアランドにある山である。最も高い頂の標高は2,480メートル。隣接して3つの頂が存在しており、ニュージランド地質調査南極遠征隊によって三叉槍を意味するトライデントと命名された。